# 174 v.Chr.

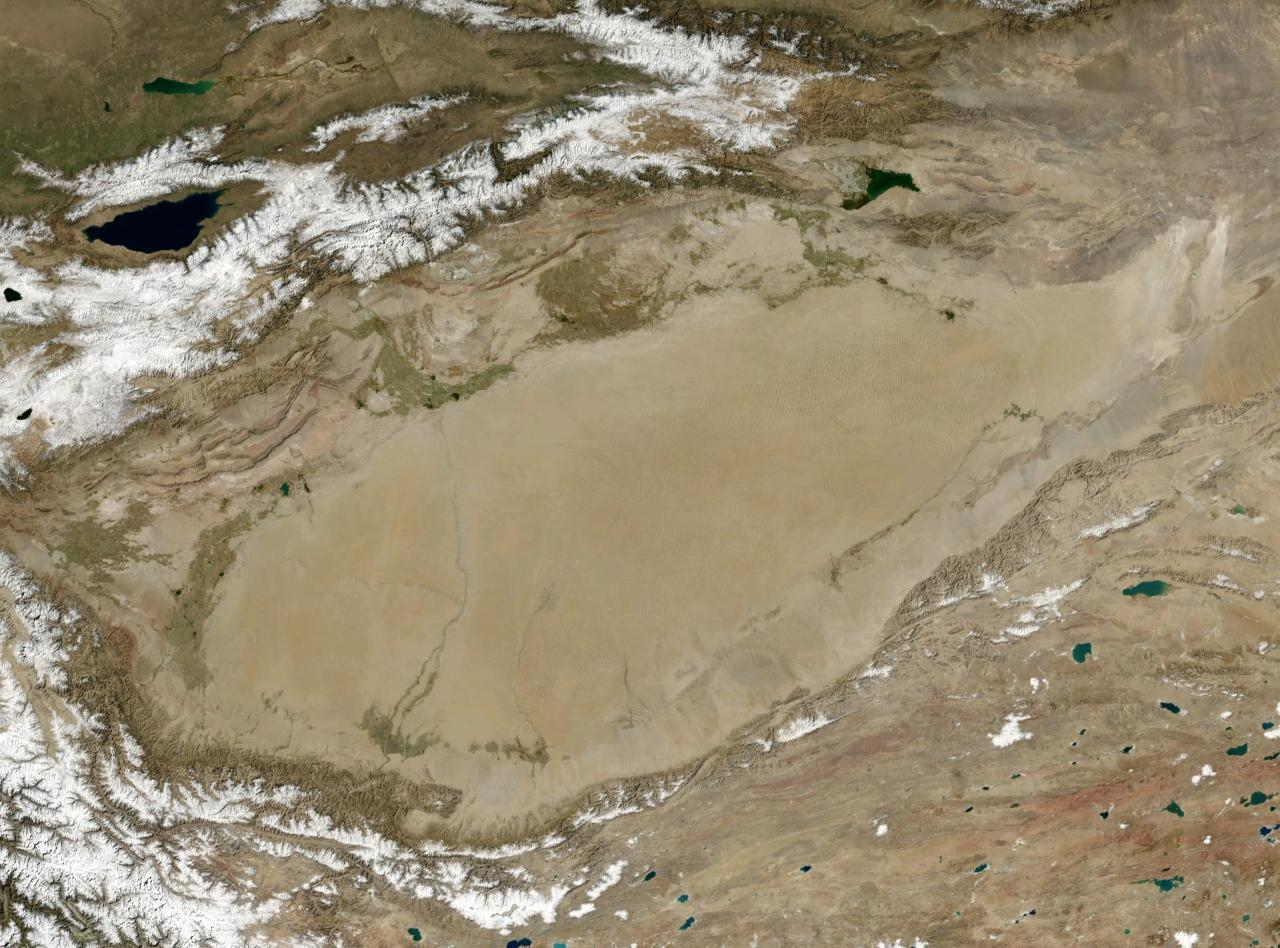
Het Tarimbekken.

Het jaar 174 v.Chr. is een jaartal in de 2e eeuw v.Chr. volgens de christelijke jaartelling.

## Gebeurtenissen

### Italië
- Spurius Postumius Albinus Paullulus en Quintus Mucius Scaevola Augur zijn consul in het Imperium Romanum.
- In Rome wordt Publius Cornelius Scipio II, door de Senaat benoemd tot praetor.

### Europa
- Koning Sisillius III (174 - 168 v.Chr.) volgt zijn vader Oenus op als heerser van Brittannië.

### Midden-Oosten
- De Seleucidische koning Antiochus IV Epiphanes ontbiedt Onias III de hogepriester van Jeruzalem.

Jason, de pro-Syrische broer van Onias, biedt Antiochus een grote som geld, in ruil voor het hogepriesterschap. Antiochus accepteert het geld en laat Onias gevangennemen. Jason wordt hogepriester in zijn plaats.

### China
- Zhi Yu (174 - 160 v.Chr.) volgt zijn vader Mao Dun op als koning van de Xiong Nu. Hij valt in het Tarimbekken de Tocharen aan en verjaagd hen uit Gansu.

## Overleden
- Mao Dun (~234 v.Chr. - ~174 v.Chr.), nomadenleider en koning van het Xiongnurijk (60)
- Titus Quinctius Flamininus (~228 v.Chr. - ~174 v.Chr.), Romeins consul en veldheer (54)